# Elecciones generales de Ghana de 2004
Las elecciones generales de Ghana de 2004 fueron el cuarto evento electoral realizado en el país africano desde la restauración de la democracia. Se celebraron el 7 de diciembre con el objetivo de renovar el Parlamento y la Presidencia de la República, ambos con un período de cuatro años. El Parlamento fue ampliado de 200 a 230 escaños.
El Presidente en ejercicio, John Kufuor, se presentó a la reelección, debiendo enfrentarse por segunda vez a John Evans Atta Mills, del Congreso Nacional Democrático, como su principal oponente. Kufuor obtuvo la victoria en primera vuelta con el 52.45% de los votos contra el 44.64% de Atta Mills, sin que se dieran las condiciones para realizar una segunda vuelta. A su vez, el partido de Kufuor, el Nuevo Partido Patriótico, revalidó y aumentó su mayoría absoluta en el legislativo con 128 de 230 escaños. La participación aumentó notoriamente con un 85.12% del electorado registrado votando en las elecciones presidenciales, y un 84.11% en las legislativas, respecto al 60% en las anteriores elecciones.

## Candidatos y campaña

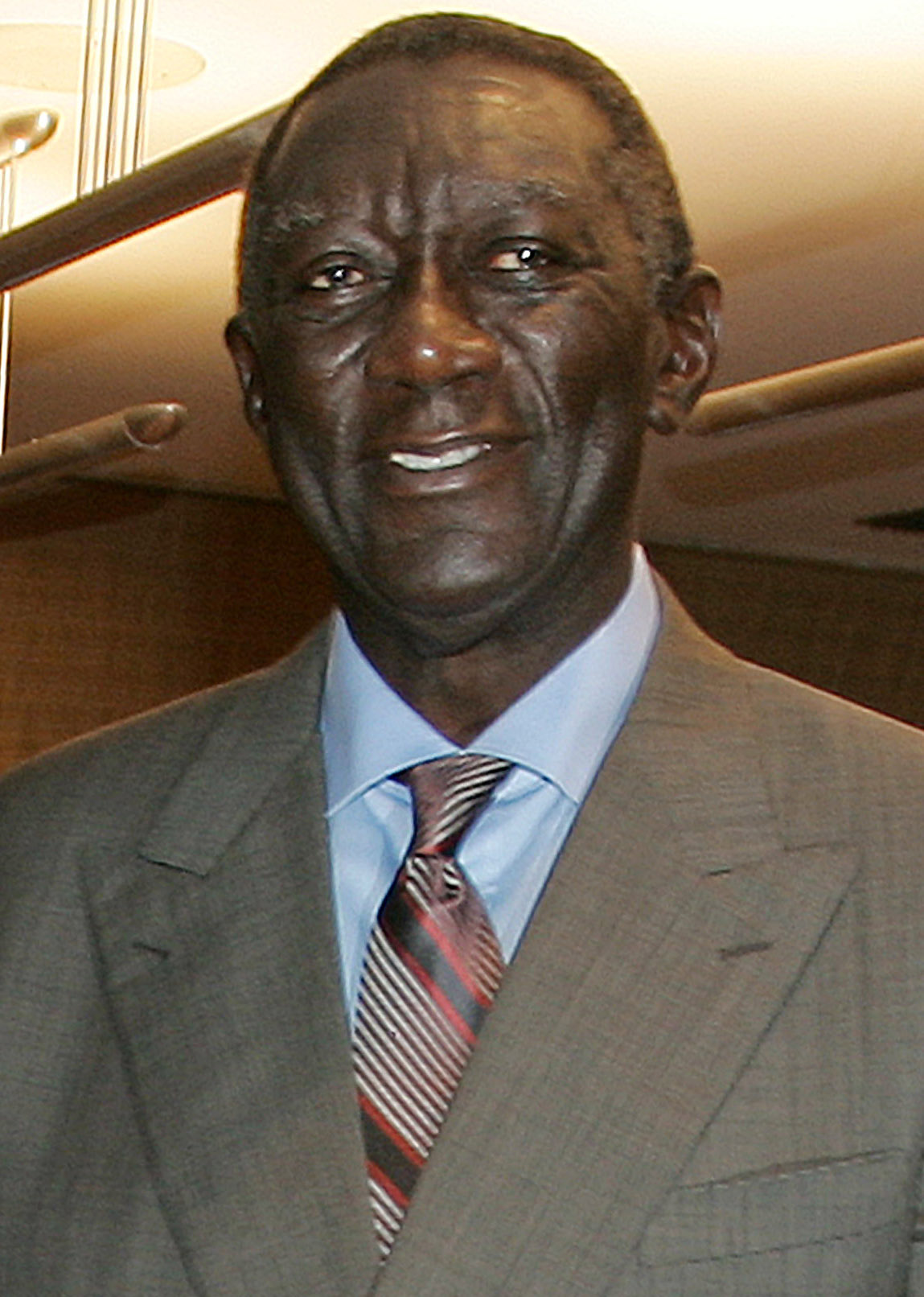
El presidente de Ghana John Kufuor

En las elecciones presidenciales, cuatro candidatos se disputaron el cargo. El Presidente en ejercicio John Kufuor, se presentó para un segundo y último mandato por su partido, el Nuevo Partido Patriótico. Su principal rival sería John Evans Atta Mills, del Congreso Nacional Democrático. Le seguía Edward Mahama, líder de la Convención Nacional del Pueblo, representando a una coalición de partidos minoritarios, y George Aggudey, del Partido de la Convención Popular. Al tener Ghana un sistema fuertemente bipartidista, solo Kufuor y Atta Mills tenían verdaderas probabilidades de ganar la elección.
En el plano legislativo, 953 candidatos se disputarían los 230 escaños del Parlamento, entre ellos 104 mujeres.
El lema de campaña de Kufuor fue "Hasta ahora, todo bien" (So far, so good). El candidato oficialista basó su campaña en la estabilidad económica lograda bajo su mandato, con una tasa de crecimiento superior al 5 por ciento. El candidato opositor, Atta Mills, resaltó que, a pesar de que Ghana era el segundo mayor productor de Oro de África, un 44% de la población seguía viviendo por debajo de la línea de pobreza, y que durante el mandato de Kufuor habían aumentado drásticamente los precios de la gasolina, las escuelas y los electrodomésticos. Su lema de campaña fue "Por una Ghana mejor".

## Elecciones presidenciales

### Resultado general
|  | 52.45 % |

|  | 44.64 % |

|  | 1.91 % |

|  | 1.00 % |

|  | 97.74 % |

|  | 2.26 % |

|  | 100 % |

|  | 85.12 % |

### Resultados por región
| Región                      |                 |                     |                     |                   |                   |                    |                    |       |
|                             |                 |                     |                     |                   |                   |                    |                    |       |
| John Kufuor NPP             | John Kufuor NPP | John Atta Mills NDC | John Atta Mills NDC | Edward Mahama NCP | Edward Mahama NCP | George Aggudey CPP | George Aggudey CPP |       |
| Votos                       | %               | Votos               | %                   | Votos             | %                 | Votos              | %                  |       |
| Ashanti                     | 1.404.336       | 76.97%              | 398.572             | 21.84%            | 13.902            | 0.76%              | 7.821              | 0.43% |
| Brong-Ahafo                 | 393.033         | 51.95%              | 348.805             | 46.11%            | 8.444             | 1.12%              | 6.209              | 0.82% |
| Central                     | 415.813         | 58.80%              | 275.415             | 38.94%            | 6.000             | 0.85%              | 9.975              | 1.41% |
| Oriental                    | 554.627         | 60.30%              | 353.032             | 38.38%            | 6.532             | 0.71%              | 5.542              | 0.60% |
| Gran Acra                   | 900.159         | 51.71%              | 811.863             | 46.64%            | 16.060            | 0.92%              | 12.605             | 0.72% |
| Norte                       | 232.512         | 34.72%              | 387.273             | 57.83%            | 37.910            | 5.66%              | 11.993             | 1.79% |
| Alta Oriental               | 105.003         | 31.69%              | 176.491             | 53.26%            | 44.440            | 13.41%             | 5.443              | 1.64% |
| Alta Occidental             | 68.238          | 32.22%              | 119.982             | 56.65%            | 20.357            | 9.61%              | 3.209              | 1.52% |
| Volta                       | 100.707         | 13.68%              | 619.043             | 84.06%            | 10.526            | 1.43%              | 6.130              | 0.83% |
| Occidental                  | 483.886         | 57.70%              | 335.137             | 39.96%            | 6.935             | 0.83%              | 12.676             | 1.51% |
| Fuente: Ghana Election 2004 |                 |                     |                     |                   |                   |                    |                    |       |

## Elecciones parlamentarias
Debido al aumento en el número de escaños del Parlamento, ninguno de los partidos políticos con representación legislativa perdió escaños. El NPP conservó su mayoría absoluta, obteniendo 128 escaños, seguido del NDC con 94 escaños. De los 230 diputados, solo uno, Joseph Yaani Labik, representante de la circunscripción de Bunkpurugu/Yunyoo, era un candidato independiente.
|  | 49.04 % |

|  | 40.80 % |

|  | 2.88 % |

|  | 2.13 % |

|  | 0.19 % |

|  | 0.13 % |

|  | 0.12 % |

|  | 0.05 % |

|  | 4.64 % |

|  | 98.38 % |

|  | 1.62 % |

|  | 100 % |

|  | 84.11 % |